# Corneille Heymans
Corneille Jean François Heymans (ur. 28 marca 1892 w Gandawie, zm. 18 lipca 1968 w Knokke) – belgijski fizjolog i farmakolog, laureat Nagrody Nobla z roku 1938.

## Życiorys
Był najstarszym z sześciu synów J. F. Heymansa, profesora farmakologii i rektora Uniwersytetu w Gandawie oraz fundatora Instytutu Farmakologii i Terapii J. F. Heymansa. Corneille nauki pobierał w St. Lievenscollege (Gandawa), St. Jozefscollege (Turnhout), i St. Barbaracollege (Gandawa). W czasie I wojny światowej Heymans służył w artylerii Armii Belgijskiej, za swoją postawę w czasie wojny otrzymał m.in. Belgijski Krzyż Wojenny. Dopiero po wojnie Heymans mógł kontynuować naukę. Heymans studiował medycynę na Uniwersytecie w Gandawie, gdzie uzyskał stopień doktora w roku 1920. W 1921 roku poślubił okulistkę Berthe May. Po ślubie oboje przez kilka lat pracowali za granicą, dzięki czemu Heymans nawiązał cenne znajomości z największymi naukowcami w swojej dziedzinie, byli to m.in. Eugène Gley w Collège de France, Maurice Arthus na Uniwersytecie w Lozannie, Ernest Starling w University College w Londynie, oraz Carl Wiggers w akademii medycznej Western Reserve University w Cleveland (Ohio). W 1922 roku rozpoczął pracę jako wykładowca farmakodynamiki na Uniwersytecie w Gandawie. W roku 1930 przejął po swoim ojcu profesurę Wydziału Farmakologii oraz został mianowany przewodniczącym Departamentu Farmakologii, Farmakodynamiki i Toksykologii. W tym samym czasie został również dyrektorem Instytutu J. F. Heymansa. Stanowiska te piastował do roku 1963. Corneille Heymans prowadził badania głównie z zakresu fizjologii oddychania i krążenia. W roku 1938 otrzymał Nagrodę Nobla za odkrycie znaczenia receptorów zatoki tętnicy szyjnej i aorty w regulacji oddychania. Miał czworo dzieci: Marie-Henriette, Pierre, Joan i Berthe.

## Badania
Po odkryciu przez Heinricha E. Heringa odruchu w tętnicach szyjnych, który najwyraźniej miał wpływ na rytm pracy serca, Heymans rozpoczął własne eksperymenty, które wykazały, że owe odruchy w tętnicach miały także wpływ na mechanizm oddychania. Jego doświadczenie wykorzystywało tzw. technikę odizolowanej głowy. Głowa znieczulonego psa pozostawała połączona z resztą ciała tylko przez nerwy błędne, pies utrzymywany był przy życiu dzięki podłączeniu go do krwiobiegu drugiego uśpionego psa. Heymansowie (ojciec i syn) zauważyli, że zwiększenie ciśnienia w odizolowanym ciele pierwszego psa, stymuluje jego ośrodek oddechowy w rdzeniu przedłużonym. Natomiast, gdy nerwy aorty zostały odcięte, wszelkie reakcje oddechowe na zmiany ciśnienia krwi ustały. Dzięki temu doświadczeniu zespół Heymansa udowodnił, iż mechanizm odruchowy był przewodzony jedynie przez nerwy aorty. Tym samym obalona została dotychczasowa teoria o bezpośrednim oddziaływaniu ciśnienia krwi na mózg. Odkrycie znaczenia receptorów zatoki tętnicy szyjnej i aorty w regulacji oddychania przyniosły C. Heymansowi Nagrodę Nobla w 1938 roku. Później Heymansowie odkryli m.in. niewielkie struktury na wewnętrznych ścianach tętnicy szyjnej i aorty, były to chemoreceptory, które reagowały na zmiany w chemicznym składzie krwi. W ten sposób odkryli dlaczego pewne lekarstwa wpływają na oddychanie i krążenie. To odkrycie otworzyło drogę do ulepszeń w leczeniu wielu chorób. Inne doświadczenia Heymansa dotyczyły fizjologii krążenia mózgowego, fizjopatologii nadciśnienia tętniczego pochodzenia nerwowego i nerkowego, krążenia krwi w czasie pracy mięśni, fizjologii i farmakologii zwierząt poddanych całkowitej sympatektomii, badań nad utrzymaniem i przywracaniem działania różnych ośrodków nerwowych po zatrzymaniu krążenia, farmakologii substancji stymulujących metabolizm komórkowy oraz farmakologii w chorobach płuc.

## Działalność wykładowa i charytatywna
W latach 1945–1962 Heymans wygłaszał wykłady na wielu uczelniach w Europie, Amerykach, Afryce i Azji m.in. na Harvardzie, Uniwersytecie Chicagowskim, prowadził seminaria w Montevideo. Heymans podróżował także na prośbę rządu belgijskiego, Międzynarodowej Unii Nauk Fizjologicznych i Światowej Organizacji Zdrowia WHO – do Iranu, Indii (1953), Egiptu (1955), Belgijskiego Konga (1957), Ameryki Łacińskiej (1958), Chin (1959), Japonii (1960), Iraku (1962), Tunezji (1963) i Kamerunu (1963). W czasie II wojny światowej brał udział w gromadzeniu żywności dla dzieci belgijskich, w tym celu odwiedzał kilkakrotnie Berlin, aby nawiązać współpracę z władzami niemieckimi i umożliwić Czerwonemu Krzyżowi dostawy żywności do Belgii.

## Nagrody i wyróżnienia
Oprócz Nagrody Nobla, Heymans otrzymał wiele innych nagród: Nagrodę Alvarenga Académie Royale de Medécine (Belgia), nagrodę Quinquennal de Medécine rządu belgijskiego, Nagrodę Gluge Académie Royale des Sciences de Belgique, nagrodę Papieskiej Akademii Nauk (Pontificia Academia Scientiarum) przyznana przez Piusa XI oraz Nagrodę Monthyon Institut de France, «Alumni» w dziedzinie medycyny Belgijskiej Fundacji Uniwersyteckiej, Nagrodę Bourcereta Académie de Médecine de Paris, Nagrodę Burgi przyznaną przez uniwersytet w Bernie oraz Nagrodę de Cyona Uniwersytetu w Bolonii. Heymans otrzymał szesnaście tytułów honorowych (profesora honoris causa Uniwersytetu w Montevideo, doktora honoris causa uniwersytetów w Utrechcie, Lowanium, Montpellier, Turynie, Santiago, Limie, Bogocie, Rio de Janeiro, Algierze, Paryżu, Munsterze, Bordeaux, Tuluzie oraz Georgetown University w Waszyngtonie) i był honorowym członkiem ponad czterdziestu wiodących europejskich i amerykańskich towarzystw naukowych związanych z fizjologią i medycyną, m.in. Pontificia Academia Scientiarum, Royal Society of Arts of Great Britain, Académie des Sciences de Paris (Institut de France), Académie de Médecine de Paris, Heidelberger Akademie für Wissenschaften, New York Academy of Sciences. Heymans otrzymał też liczne odznaczenia, m.in. Order Korony z mieczami (Belgia), Królewski Order Gwiazdy Polarnej (Szwecja), Order Leopolda (Belgia), Krzyż Cywilny Pierwszej Klasy za Wybitne Zasługi dla Ojczyzny (Belgia), Belgijski Krzyż Wojenny; został rycerzem Orderu św. Sylwestra (Watykan) oraz Zakonu Rycerskiego Grobu Bożego w Jerozolimie. Heymans był prezesem Międzynarodowej Unii Nauk Fizjologicznych oraz Międzynarodowej Rady Farmakologów, a także przewodniczył XX Międzynarodowemu Kongresowi Fizjologii w Brukseli w 1956 roku. Został także nominowany na członka Komisji Ekspertów Międzynarodowej Farmakopei przy Światowej Organizacji Zdrowia WHO. W Belgii był wiceprzewodniczącym Narodowej Rady Polityki Naukowej.

## Publikacje
Corneille Heymans jest autorem 800 publikacji naukowych. Do najbardziej znanych należą:
- Le Sinus Carotidien et les autres Zones vasosensibles réflexogènes (1920);
- Reflexogenic Areas of the Cardiovascular System (1958, współautor z E. Neilem).

oraz
- Le Sinus Carotidien et la Zone Homologue Cardio-aortique, wraz z J. J. Bouckaert i P. Regniers (1933);
- Sensibilité réflexogène des vaisseaux aux excitants chimiques, wraz z J. J. Bouckaert (1934);
- Le centre respiratoire, wraz z D. Cordier w Ann. Physiol. Physicochim., II (1935);
- Survival and revival of nerve centers after arrest of circulation, Physiol. Rev., 30 (1950);
- New aspects of blood pressure regulation, wraz z G. van den Heuvel, Circulation, 4 (1951);
- Pharmakologische Wirkungen auf die Selbststeuerung des Blutdruckes (1952);
- Action of drugs on carotid sinus and body, Farmakologia Rev., 7 (1955);
- Vasomotor control and the regulation of blood pressure, wraz z B. Folkow, wydane w Circulation of the Blood-Men and Ideas, po redakcją A. P. Fishman i D. W. Richards.